# ميخائيل إف. دير
ميخائيل إف. دير (بالإنجليزية: Michael F. Dwyer)‏ هو جزار وشخصية أعمال أمريكي، ولد في 1847 في بروكلين في الولايات المتحدة، وتوفي في 1906 في نيويورك في الولايات المتحدة.